# Ioulia Vlassova
Pour les articles homonymes, voir Vlassova.
Ioulia Ivanovna Vlassova (en russe : Юлия Ивановна Власова), née le 1er mai 1967 à Sverdlovsk, est une patineuse de vitesse sur piste courte russe.

## Biographie
Aux Jeux olympiques d'hiver de 1992 à Albertville, elle remporte avec l'équipe unifiée la médaille de bronze du relais féminin 3 000 m.